# Birtokos eset
A grammatikában a birtokos eset, latin szóval genitivus az az eset, amely a legtágabb értelemben azt fejezi ki, hogy egy, ugyancsak tág értelemben vett tárgy viszonyban van egy másik tárggyal. A legjellegzetesebben birtokviszonyról van szó, ebben az esetben áll a birtokost megnevező szó, de sok más egyéb viszonyt is kifejezhet, melyek száma nyelvtől függően nagyon különböző lehet.
Birtokos esetről általában azon nyelvek grammatikáiban van szó, amelyekben rag fejezi ki. Ebben az értelemben az vehető észre történelmi szempontból, hogy egyes nyelvekben többé-kevésbé leépült a használata annak a folyamatnak a keretében, amelyben leépült a névszóragozás. A régi indoeurópai nyelvekre nagy fokú szintetizmus volt jellemző, tehát a névszóragozás viszonylag nagyon fejlett, és a birtokos eset használata is nagyon kiterjedt volt. E nyelvek utódai esetében már nem egyenlő a szintetizmus foka. Ezért például a legtöbb szláv nyelvben a birtokos eset használata viszonylag nagyon aktív, de egyéb nyelvek inkább az analitizmus irányában fejlődtek, ezért például a német nyelvben a birtokos eset használata megvan, de leépült a szláv nyelvekhez képest, az angolban is csak korlátozottan maradt meg, és kifejezése analitikus módszerrel áll versenyben.
Az újlatin nyelveket tekintve, miközben a felmenőjükben, azaz a latinban a birtokost a raggal kifejezett birtokos esetű szó nevezte meg (pl. liber Petri ’Petrus könyve’), nyugati utódaiban ezt teljesen analitikus kifejezési mód helyettesítette elöljárószó + ragtalan szó szerkezet alakjában. Eszerint a francia nyelvben a latin példa megfelelője le livre de Pierre lett. Csupán a román nyelvben maradt fenn a raggal kifejezett birtokos eset, bár a ragot a névmások kapják és a főnév meg a melléknév helyett többnyire a determinánsok.
A birtokos esetben álló szót elöljáróval vagy anélkül használják. E módszerek aránya nyelvtől függő.
A magyar nyelv grammatikáiban általában nincs szó birtokos esetről, csak birtokos szerkezetről, de vannak kivételek, például Bokor 2007 (lásd lentebb A magyar nyelv szakaszt).

## A birtokos eset főbb jelentései
A birtokos esetben álló szó a legjellegzetesebben jelzői funkciót tölt be, és többféle jelentésű viszonyban állhat az alaptagjával. Egyes jelentések több nyelvben is megvannak, melyeket a magyar birtokos szerkezetek is tükröznek. Latin grammatikák nyomán ezek a következők:
- A genitivus possessivus-t (a birtokos genitívuszát) úgy lehet felismerni, hogy a benne álló szó és alaptagja által alkotott szószerkezetet olyan mondattá lehet változtatni, amelyben a birtokos esetben álló szó alany lesz, az állítmány birtoklást kifejező ige, a birtokot kifejező szó pedig tárgy:
  - (magyarul) a szülők háza;
  - (montenegróiul) sestra mojega prijatelja ’a barátom nővére’;
  - (románul) hanul lui Gorașcu Haramir ’Gorașcu Haramir fogadója’ (Mihail Sadoveanu);
- Genitivus subiectivus-ban (alanyi genitívuszban) áll az a szó, amely az alaptagjában megnevezett cselekvést végzi, tehát alannyá lesz a szószerkezet mondattá változtatása nyomán:
  - (magyarul) a jég verése;
  - (horvátul) polazak vojske ’a hadsereg indulása’;
  - (románul) plecarea măriei-sale ’őfelsége távozása’ (M. Sadoveanu);
- A genitivus objectivus (tárgyi genitívusz) annak a szónak az esete, amely szerkezetének mondattá változtatása nyomán tárgy lesz:
  - (magyarul) a tűz élesztése;
  - (horvátul) berba grožđa ’a szőlő szüretelése’;
  - (románul) strângătorii haraciului ’a harács összeszedői’ (M. Sadoveanu);
- Genitivus partitivus-ban (a rész genitívuszában) áll az a szó, amely olyan tárgyakat vagy megszámlálhatatlan valamit fejez ki, amelyekből az alaptag mennyiséget nevez meg. Nyelvtől függően ez utóbbi lehet főnév, határozószó vagy számnév:
  - (németül) die Hälfte meines Kuchens ’a süteményem fele’;
  - (montenegróiul) mnoštvo prolaznika ’a járókelők többsége’, malo vremena ’kevés idő’ (határozói alaptag), litar mlijeka ’egy liter tej’, sedam pitanja ’hét kérdés’ (számnévi alaptag);
  - (románul) majoritatea colegilor ’a kollégák többsége’.

## A közép-délszláv diarendszer nyelveiben
Mint a szláv nyelvek többségében, a közép-délszláv diarendszer nyelveiben (bosnyák, horvát, montenegrói, szerb) is viszonylag fejlett a névszóragozás, és a birtokos esetet is ragok fejezik ki a főnéven, a vele egyeztetett melléknéven, a névmásokon és a számnéven. A szabályos ragok az alábbiak:
- A rövid -a az egyes szám hímnemű (jelena ’szarvas’ vmije) és semlegesnemű főnevek (kola ’kerék’ vmije), valamint a rövid (határozatlan) alakú melléknevek birtokos esetű ragja egyes szám hím- és semlegesnemben (zelena ’zöld’ … vmije);
- hosszú -ā – többes szám hímnemű (jelenā ’szarvasok’ vmije), semleges nemű (kolā ’kerekek’ vmije) és nőnemű (ženā ’a nők’ vmije/vkije) főnevek;
- hosszú -ē – egyes szám nőnemű főnevek (ženē ’nő’ vmije/vkije), rövid (zelènē ’zöld’ … vmije) és hosszú (határozott) alakú (zèlenē ’a zöldek vmije’) melléknevek nőnemben (az utóbbi kettőt a hangsúly helye különbözteti meg);
- -ōg(a) vagy -ēg(a) (a szótő utolsó mássalhangzójának a típusától függően) – hosszú alakú melléknevek egyes szám hím- és semleges nemben [zelenōg(a) ’a zöld’ vmije, vrućēg(a) ’a forró’ vmije];
- -īh – a hangsúly helye által megkülönböztetett rövid (zelènīh ’zöld’ … vmije) és hosszú alakú (zèlenīh ’a zöldek’ vmije) melléknevek mindegyik nemben;
- -i – első szám alanyesetben mássalhangzóra végződő nőnemű főnevek birtokos eset egyes és többes számú alakja: stvari ’a dolog’ vmije.
- rövid -a – egyes számban:
  - főnevek: jelena ’szarvas’ vmije (hímnem), kola ’kerék’ vmije (semlegesnem)
  - rövid (határozatlan) alakú melléknevek hím- és semlegesnemben: zelena … ’zöld’ … vmije;
- hosszú -ā – többes számú főnevek: jelenā ’szarvasok’ vmije, kolā ’kerekek’ vmije, ženā ’a nők’ vmije/vkije (nőnem);
- hosszú -ē – egyes számban:
  - nőnemű főnevek: ženē ’nő’ vmije/vkije;
  - rövid alakú melléknevek nőnemben: zelènē … ’zöld’ … vmije;
  - hosszú (határozott) alakú melléknevek nőnemben: zèlenē ’a zöldek vmije’ (a hangsúly helye különbözteti meg az előzőtől);
- -ōg(a) vagy -ēg(a) (a szótő utolsó mássalhangzójának a típusától függően) – hosszú alakú melléknevek egyes szám hím- és semleges nemben: zelenōg(a) ’a zöld’ vmije, vrućēg(a) ’a forró’ vmije;
- -īh – többes számban, a hangsúly helye által megkülönböztetett:
  - rövid alakú melléknevek: zelènīh … ’zöld’ … vmije;
  - hosszú alakú melléknevek: zèlenīh ’a zöldek’ vmije;
- -i – egyes és többes szám alanyesetben mássalhangzóra végződő nőnemű főnevek: stvari ’a dolog/dolgok’ vmije.

A névmások mindegyik típusához tartoznak a melléknevekéhez hasonló birtokos esetű alakok. Csupán a személyes névmásoknak vannak saját alakjaik is ebben az esetben. Mindegyiket csak elöljáróval használják: od mene ’tőlem’, od tebe ’tőled’, od njega ’tőle’ (hímnem), od nje ’tőle’ (nőnem), od nas ’tőlünk’, od vas ’tőletek/magától/maguktól/öntől/önöktől’, od njih ’tőlük’.
A ’ki?’ és a ’mi?’ jelentésű kérdő névmások, valamint a belőlük képzett határozatlan névmások is csak ilyen használatúak, azaz nem lehetnek determinánsok, de ezeknek is a melléknevekéhez hasonló birtokos esetű alakjuk van: od koga ’kitől’, od čega ’mitől’, od nikoga ’senkitől’.
A többi kérdő névmás és a többi egyéb típusú névmás determinánsként is használható, és mindnek a melléknevekéihez hasonló birtokos alakjaik vannak: mojeg(a) vagy mog brata ’a fivérem’ vmije/vkije, naših ’a mieink’ vmije/vkije, ove ’ennek’ a vmije/vkije, kojih ’akik’ vmije/vkije.
Az ’egy’-nek megfelelő tőszámnévnek és a sorszámneveknek is melléknévi birtokos esetű alakjaik vannak [jednog(a) ’egy’ vmije/vkije (hn., sn.), jedne ’egy’ vmije/vkije (nn.), drugog(a) ’a második’ vmije/vkije (hn., sn.), druge ’a második’ vmije/vkije (nn.)], de a ’kettő’-nek, a ’három’-nak és ’négy’-nek megfelelőknek saját ragjuk van: dvaju ’a kettő’ vmije/vkije (hn., sn.), dveju ’a kettő’ vmije/vkije (nn.) triju ’a három’ vmije/vkije, četiriju ’a négy’ vmije/vkije.
A közép-délszláv nyelvekben a birtokos esetnek viszonylag sok jelentése van, következésképpen használata kiterjedt. A fentebb említett négy típuson kívül az elöljáró nélkül használt birtokos esetnek több egyéb típusa is van. Az ezeket hordozó szavak nemcsak jelzők lehetnek, hanem egyéb mondatrészek is:
- magyarázó genitívusz: plodovi truda ’a fáradozás gyümölcsei’;[9]
- a játék genitívusza: igrati se mačke i miša ’macska–egér játékot játszani’;
- A szláv genitívuszt így nevezik, mivel a szláv nyelvek sajátja. Tárgyi funkciót fejez ki: Ne znam puta ’Nem ismerem az utat’.[10]
- Az idő genitívusza időhatározói funkciót betöltő melléknév + főnév, vagy főnév + melléknév szócsoport esete: svakog mjeseca ’minden hónapban’, godine devetstote ’a 900-as évben’.
- A tulajdonság genitívusza is melléknév + főnév szócsoport, de jelzői funkciójú: čovjek zelenih očiju ’zöldszemű ember’.[11]
- A távolítási genitívusz olyan ige képes helyhatározójának az esete, amely elválást, eltávolodást, megfosztást vagy valami ezekhez közelit fejez ki: osloboditi se trema ’megszabadulni az izgatottságtól’, čuvati se prehlade ’őrizkedni a megfázástól’.
- Az eredet genitívusza olyan szószerkezet esete, amely jelző vagy névszói állítmány névszói része lehet: On je roda plemenita (főnév + melléknév) ’Ő (hn.) nemes nemzetségből való’, Bili su slovenskoga porijekla ’Szláv eredetűek voltak’.
- Az érdemesség ginitívuszában áll az olyan szó, amely azt nevezi meg, hogy mire érdemes, mire méltó, mit ér meg valaki vagy valami: vrijedan sažaljenja ’sajnálatra méltó’, dostojan poštovanja ’tiszteletre méltó’, To bi vrijeđelo truda ’Megérné a fáradságot’.
- A megelégelés vagy a hiányolás genitívusza annak a szónak az esete, amely azt nevezi meg, akiből/amiből elege van valakinek, vagy amit hiányol valaki: Sit sam svega ’Elegem van mindenből’, gladan hljeba ’kenyérre éhes’, žedan slave ’dicsőségre szomjas’.
- Az emfatikus genitívusz csodálkozást, lelkesedést stb. kifejező felkiáltásokban jelenik meg: Čudna mi čuda! ’Csodák csodája!’
- Az eskü genitívuszában az a szó áll, amely azt nevezi meg, amire esküszik a beszélő. Az, akire az eskü vonatkozik, részes esetben áll: Duše mi! ’Lelkemre (mondom)!’

Ezekben a nyelvekben a birtokos eset a legtöbb elöljáróval társított, melyekkel főleg tulajdonképpeni vagy képes helyhatározót fejez ki. Az elöljáró többféle lehet:
- olyan egyszerű elöljáró, amely eredetileg az: Tu je opisan život jednoga slikara od rođenja do smrti ’Itt egy festő élete van leírva a születésétől a haláláig’;[12]
- két egyszerű elöljáróból álló csoport: Meni je njega već do preko glave ’Én már torkig vagyok vele’ (szó szerint ’… a fejem fölöttig …’);[13]
- két egyszerű elöljáróból összetett elöljáró: Između nas je sve gotovo ’Közöttünk mindennek vége’ (između = iz ’-ból/-ből’ + među ’között’);[14]
- egyszerű elöljáróból és főnévből összetett elöljáró, amelyben a főnév eredetileg a birtokos esetben álló szó alaptagja: Skoči savrh stijene ’A szikláról ugrik’ (savrh = sa ’-ról/-ről’ + vrh ’csúcs’);[15]
- határozószóból szófajváltással keletkezett elöljáró: Park je blizu moje kuće ’A park a házamhoz közel / a házam közelében van’;[16]
- alanyesetű főnévből keletkezett elöljáró (eredetileg a birtokos esetű szó alaptagja): Kraj ceste je rasla velika lipa ’Az út végén nagy hársfa nőtt’;[17]
- eszközhatározói esetű főnévből keletkezett elöljáró (eredetileg a birtokos esetű szó alaptagja): Krug se crta pomoću šestara ’A kört körző segítségével rajzolják’.[16]

## A román nyelvben
A román az egyetlen olyan újlatin nyelv, amelyben fennmaradt, csökkent mértékben ugyan, a névszóragozás, következésképpen a birtokos esetet ragok fejezik ki, de ezek nemcsak a birtokos esetéi, hanem a részes esetéi is.
Általában nem a főnevek és a melléknevek kapják a ragokat, hanem a determinánsok és a névmások.
A főnevek közül csak a nőneműeknek és a velük egyeztetett mellékneveknek van ragjuk egyes számban:
- -e az egyes szám alanyesetben -ă-re végződőeké: fetiță frumoasă ’szép kislány’ → fetițe frumoase ’szép kislány’ vmije/vkije;
- -i (kiejtése [ʲ]) az -e-re és egyes -ă-re végződőeké: pâine frumoasă ’szép kenyér’ → pâini frumoase ’szép kenyér’ vmije, țară frumoasă ’szép ország’ → țări frumoase ’szép ország’ vmije/vkije;
- -le a néhány -a-ra végződőé: basma frumoasă ’szép fejkendő’ → basmale frumoase ’szép fejkendő’ vmije.

Megjegyzendő, hogy ezek az alakok egybeesnek ezen főnevek többes szám alanyesetű, tárgyesetű és birtokos esetű alakjaikkal is.
Ezek a főnevek és a velük és melléknévi jelzőjük alkotta szószerkezetek sem fejezik ki a birtokos esetet magukban, hanem csak determinánssal együtt.
A főnevek határozott artikulusos birtokos esete:
| A főnév neme és jellege       | Egyes szám | Többes szám |
| ----------------------------- | --- | --- |
| Hímnemű köznév                | ariciului frumos vagy frumosului arici ’a szép sündisznó’ vmije                                                     | aricilor frumoși vagy frumoșilor arici ’a szép sündisznók’ vmije                                                                 |
| Hímnemű személyes tulajdonnév | lui Sandu ’Sandu’ vmije/vkije                                                                                       | – |
| Semlegesnem                   | numelui frumos vagy frumosului nume ’a szép név’ vmije                                                              | numelor frumoase vagy frumoaselor nume ’a szép nevek’ vmije                                                                      |
| Nőnemű köznév                 | fetiței / pâinii / basmalei frumoase vagy frumoasei fetițe / pâini / basmale ’a szép kislány/kenyér/fejkendő’ vmije | fetițelor / pâinilor / basmalelor frumoase vagy frumoaselor fetițe / pâini / basmale ’a szép kislányok/kenyerek/fejkendők’ vmije |
| Nőnemű tulajdonnév            | Mariei ’Maria’ vmije/vkije, României ’Románia’ vmije/vkije                                                          | – |

A főnevek határozatlan névelős birtokos esete:
| A főnév neme és jellege | Egyes szám | Többes szám |
| ----------------------- | --- | --- |
| Hímnemű köznév          | unui arici frumos vagy unui frumos arici ’egy szép sündisznó’ vmije                                                         | unor arici frumoși vagy unor frumoși arici ’szép sündisznók’ vmije                                                   |
| Semlegesnem             | unui nume frumos vagy unui frumos nume ’egy szép név’ vmije                                                                 | unor nume frumoase vagy unor frumoase nume ’szép nevek’ vmije                                                        |
| Nőnemű köznév           | unei fetițe / pâini / basmale frumoase vagy unei frumoase fetițe / pâini / basmale ’egy szép kislány/kenyér/fejkendő’ vmije | unor fetițe/pâini/basmale frumoase vagy unor frumoase fetițe/pâini/basmale ’szép kislányok/kenyerek/fejkendők’ vmije |

Megjegyzések:
- Ha a főnévnek van melléknévi jelzője, ez állhat a főnév után vagy előtt, és csak a szószerkezet első tagja kapja meg a determinánst.
- A tulajdonnevek elvben nem kapnak artikulust, de a hímneműek birtokos esetét az eléje tett határozott névelővé vált artikulus fejezi ki, a nőnemű tulajdonnevek pedig úgy viselkednek, mintha határozott végartikulusuk lenne, mivel alanyesetben végződésük (-a) egybeesik ezzel.
- A román nyelv grammatikái szerint azok a főnevek semlegesneműek, amelyeknek egyes számban hímnemű alakjuk, többesben pedig nőnemű alakjuk van.
- A határozott és a határozatlan artikulust helyettesítheti a mutató vagy a határozatlan determináns (lásd lentebb ezek birtokos esetű alakjait).

A román nyelv grammatikái még két névelőt tartanak számon.
Az ún. birtokos névelő kötelezően hozzátartozik a birtokos eset alakjához bizonyos esetekben, és nemben, valamint számban egyezik a főnévvel. Akkor használják, amikor a birtokos esetű szó:
- névszói állítmány névszói része, pl. „Povestea-i a ciocanului ce cade pe ilău” ’A mese az ülőre eső kalapácsé’ (Mihai Eminescu);[18]
- határozatlan névelős főnév jelzője: o carte a mamei ’édesanya egyik könyve’;[19]
- melléknévi jelzővel is ellátott főnév jelzője: „albastrul șters al văzduhului” ’a levegő halvány kékje’ (Calistrat Hogaș (wd)).[18]

A birtokos névelőnek magának is van egy birtokos esetű alakja, többes számban, amelyet csak a több tulajdonost megnevező birtokos névmással használnak, pl. alor mei (hn.) / mele (nn.) ’az enyéim’ vmije/vkije.
Van még az ún. mutató névelő, amely például melléknév főnevesítésére szolgál, pl. celui harnic (hn.), celei harnice (nn.) ’a szorgalmas’ vmije/vkije, celor harnici/harnice ’a szorgalmasok’ vmije/vkije. Nőnem egyes számban a melléknév is megkapja a birtokos eset ragját.
A magyar birtokos személyjelnek megfelelő birtokos determinánsnak csak nőnem egyes számban van birtokos esetű ragja. Ugyanakkor a főnévi alaptagjának is van ragja, valamint egyéb determinánsa is, amely szintén megkapja a birtokos eset ragját, pl. colegei mele/tale/sale ’a kollégám/-ád/-ja’ vmije/vkije.
A determinánsokként is használt névmásoknak is vannak birtokos esetű alakjaik. A névmást a végére tett -a különbözteti meg a determinánstól. Példák:
- mutató névmás/determináns: acestui(a) (hn.), acestei(a) (nn.) ’ennek a(z)’ vmije/vkije, acestor(a) ’ezeknek a(z)’ vmije/vkije;
- kérdő névmás/determináns: cărui(a)? (hn.), cărei(a)? (nn.) ’melyik’ vmije/vkije?, căror(a) ’mely(ek)’ vmije/vkije?;
- vonatkozó névmás/determináns: cărui(a) (hn.), cărei(a) (nn.) ’amelyik’ vmije/vkije, căror(a) ’amely(ek)’ vmije/vkije;
- határozatlan névmás/determináns: altui(a) (hn.), altei(a) (nn.) ’egy másik’ vmije/vkije, altor(a) ’mások’ vmije/vkije.

A determinánsként nem használt névmások birtokos esetű alakjai:
- személyes névmás: lui (hn.), ei (nn.) ’az ő’ vmije/vkije, lor ’az ők’ vmije/vkije;
- kérdő névmás (csak egyes szám hímnemű alak): cui? ’ki’ vmije/vkije?;
- tagadó névmás (csak egyes szám hímnemű alak): nimănui ’senki’ vmije/vkije.

A tőszámnevek közül az ’egy’-nek megfelelőnek vannak birtokos esetű alakjai, ugyanazok, mint a belőle származó határozatlan névelő alakjai, azzal a különbséggel, hogy a főnévi értékűhöz -a van hozzáadva: unui(a) (hn.), unei(a) ’egy’ vmije/vkije. A sorszámnevek birtokos esetű alakjait az előttük használt mutató névelő ilyen esetű egyes számú alakjai adják, melyeket a de elöljáró és a birtokos névelő követ: celui de-al treilea (hn.), celei de-a treia (nn.) ’a harmadik’ vmije/vkije.
A románban az egyetlen teljesen analitikus birtokos szerkezet az ’egy’-nél nagyobb számokat jelentő tőszamneveké, amikor a birtokos és a birtok determinálatlan vagy határozatlanul determinált. Ez az a elöljáróval jön létre, pl. (un) părinte a trei copii ’három gyerek apja’.
A genitivus possessivus, subiectivus, obiectivus és partitivus-on kívül a román grammatikák számontartják még az elnevezés genitívuszát (apa Bistriței ’a Beszterce folyó’, szó szerint ’a Beszterce vize’) és a felsőfok genitívuszát (frumoasa frumoaselor ’szépek szépe’).
A románban is a birtokos esetű szó elöljáróval vagy anélkül tölt be mondattani funkciókat. Elöljáró nélkül a fő funkciójáról, a jelzőiről van szó, valamint a névszói állítmány névszói része funkcióról (lásd a fenti példákat).
Elöljáróval különféle határozókat fejez ki a birtokos eset. Néhány tulajdonképpeni elöljáró (pl. contra fulgerului ’a villám ellen’), egyes elöljáróként használt határozószók (pl. deasupra unui zid ’egy fal fölött’), és több ún. elöljáró értékű szókapcsolat követeli meg. Ezek fő eleme olyan főnév, amely eredetileg birtokos esetű szó alaptagja: din pricina alergăturilor ’a futkosások miatt’, cu ajutorul cărții ’a könyv segítségével’.

## Az angol nyelvben
Az angolban a főnévragozásból csak a birtokos eset maradt fenn az óangol származású -s ragjával. Ezért egyes angol grammatikákban is megjelenik a genitive terminus, de általában rá a possessive form ’birtokos alak’ kifejezést használják. Ez a szintetikus alak analitikus alakkal versenyez, melyet az of elöljáró + ragtalan alakú főnév ad. A ragos alak általában a személy- és állatnevekre korlátozódik, akár tulajdon-, akár köznevek, továbbá földrajzi tulajdonnevekre, valamint egyes hely-, intézmény-, cég- és kiadványnevekre. Az elöljárós szerkezet általáben élettelenek köznevével használatos. Olykor csak a ragos alak lehetséges (pl. your father's car ’apád autója’), máskor csak az elöljárós (the beginning of the term ’az időszak kezdete’), de sokszor mindkettő lehetséges. Példák:
my friend's name = the name of my friend ’barátom neve’;
Scotland's rivers = the rivers of Scotland ’Skócia folyói’;
the company's head office = the head office of the company ’a cég igazgatósága’;
the magazine's political views = the political views of the magazine ’a folyóirat politikai nézetei’.
Az -s morfémás többes számú főnevek esetében a birtokos eset ragja összemosódik ezzel, és írásban aposztróffal jelzik: the customers' car park ’az ügyfelek parkolója’.
A fenti példákban a jelző alaptagja határozott. Egy olyan szerkezetben, amelyben az alaptag határozatlan névelős, a birtokos eset mindkét kifejezési módszere használatos: a coat of Julia's ’Julia egyik kabátja’.

## A birtokviszony kifejezése más nyelvekben

### A magyar nyelvben
A magyarban három olyan szerkezet fejezi ki főnévvel a tulajdonost, amely megfelel más nyelvekben birtokos esetű főnév szerkezetével. Az egyik a jelzői funkciójú nulla ragos főnév, amelyet birtokos személyjellel ellátott, a birtokot megnevező főnév követ, pl. a kórház orvosa. Ezzel egyenlő a -nak/-nek ragos főnév, melyet rendszerint egy determináns követ a birtok előtt: a kórháznak az orvosa. Egyes esetekben ez a rag kötelező, például birtokosok láncolatában az utolsó tagon: Pista nagyapja barátjának a kutyája. Ezekben a szerkezetekben Bokor 2007 birtokos esetűnek tekinti a birtokost megnevező szót, az elsőben az alanyesettel közös nulla raggal, a másodikban a részes esettel közös raggal.
A harmadik szerkezet az -é birtokjellel ellátott birtokosé. A birtokjel az előbb megnevezett birtokra utal, és a vele használt főnév determinánssal használt. Lehet névszói állítmány, miközben a birtok alanyi funkciójú, pl. Ezek a könyvesboltok az egyeteméi. Egyéb funkciókban (alany stb.), a birtokjel a kontextusban nem ugyanabban a mondatban megnevezett birtokra utal: Ma minden könyvesbolt zárva van. Az egyetemé nyitva van.

### A francia nyelvben
A francia olyan nyelv, amelyben egyáltalán nincs főnévragozás. A birtokos esetű főnév vagy névmás megfelelője mindig elöljáró + főnév/névmás. A leggyakoribb a de elöljáró, melynek magánhangzó előtt használt változata d’. Többnyire ezek az alakok használatosak (les tragédies de Racine ’Racine tragédiái’, la porte de ma sœur ’a nővérem ajtaja’, la viande de ce cheval ’ennek a lónak a húsa’, de osszeolvad a le (hn. egyes szám) és a les (hn. és nn. többes) határozott névelőkkel: la maison du berger ’a juhász háza’, la maison des bergers ’a juhászok háza’.
Ritkábban használt az à elöljáró, főleg a személyes névmások hangsúlyos alakjaival, névszói állítmányi (Cette maison est à nous ’Ez a ház a miénk’) vagy jelzői funkcióban, amikor az alaptag határozatlan névelős: un ami à moi ’az egyik barátom’. Az à + személyes névmás szerkezetet a birtokos személyének a nyomatékosítására is használják: son honneur à lui ’az ő becsülete’ (nem a másé).